# The Pyramid at the End of the World
"The Pyramid at the End of the World" é o sétimo episódio da décima temporada da série de ficção científica britânica Doctor Who, transmitido originalmente através da BBC One em 27 de maio de 2017. Foi escrito por Peter Harness e Steven Moffat e dirigido por Daniel Nettheim.
Neste episódio, o Doutor (Peter Capaldi) investiga como uma pirâmide apareceu misteriosamente no Turmezistão durante a noite e confronta um antigo inimigo pronto para destruir a humanidade. É o segundo episódio do arco de história chamado de "Trilogia dos Monges".

## Enredo
Uma pirâmide de cinco mil anos aparece durante a noite em uma área do Turmezistão disputada entre as forças americana, russa e chinesa. O secretário-geral das Nações Unidas recruta o Doutor, como presidente da Terra, para ajudar.
Os monges, ocupando a pirâmide, fazem com que cada relógio do mundo exiba a hora do Relógio do Juízo Final. O Doutor pede para os líderes militares usar ataques coordenados contra os monges, como uma demonstração de força, mas as criaturas facilmente os desviam. O Doutor, Bill Potts e Nardole logo juntam-se aos líderes enquanto negociam com os monges. Estes mostram-lhes o destino da Terra usando o computador que realizou suas simulações ("Extremis"), mostrando que dentro de um ano, o planeta estaria  completamente desprovido de vida. Eles oferecem sua ajuda a humanidade para contra a catástrofe, mas apenas se eles consentirem. O Doutor adverte que este consentimento, se dado, teria consequências desconhecidas e eternas. O secretário-geral oferece o seu consentimento, mas os monges o desintegram, dizendo que ele o deu por medo; O consentimento deve ser dado pelo "amor".
De volta à sala de guerra, o Doutor percebe que os monges se enganaram ao acreditar que um desastre militar causaria a devastação, em vez disso, ele suspeita que a ameaça é biológica. Os líderes militares insistem em se render, mas o Doutor quer investigar mais. Ele e Nardole encontram vários laboratórios que executam trabalhos bacterianos e anulam brevemente seus sistemas de câmeras internas para determinar qual deles os monges observavam. Bill fica para trás enquanto o Doutor e Nardole viajam na TARDIS para o laboratório .
Por causa de uma série de eventos inconsequentes, dois cientistas criaram acidentalmente uma super-bactéria capaz de quebrar todos os organismos vivos, e que vazou na atmosfera. A TARDIS chega, e Doutor pede que Nardole fique na nave por precaução, sem saber que ele já foi infectado e desmaia dentro da TARDIS. Enquanto isso, Bill, em contato com o Doutor, se junta aos líderes militares enquanto negociam com os monges. Eles recusam o consentimento dos líderes porque era uma estratégia, e desintegra-os. O Doutor, com a ajuda de Erica, uma das cientistas, faz uma bomba improvisada para destruir o laboratório e esterilizar as bactérias. Com isso, o Relógio do Juízo Final corre para trás, mas o Doutor fica preso no laboratório, incapaz de ver uma combinação de bloqueio para se libertar por causa de sua cegueira ("Oxygen"). Sua chave de fenda sônica é ineficaz sobre o dispositivo, e ele não consegue pedir assistência a Nardole. Ele então é forçado a admitir a Bill que está cego.
Bill oferece seu consentimento aos monges - ela representa o Doutor, o maior poder do planeta - com a condição deles restaurarem a visão do Doutor. Os monges aceitam o consentimento de Bill por conta de seu amor com o Doutor. Ele recupera a visão e foge do laboratório. No entanto, o monge diz ao Doutor "para apreciar sua vista. Veja agora o nosso mundo".

### Continuidade
O Doutor ganhou o título de "Presidente do Mundo" no episódio "Death in Heaven", para ser chamado em tempos de crise. O país fictício de Turmezistão foi previamente introduzido em "The Zygon Invasion".